# Aya Kitō

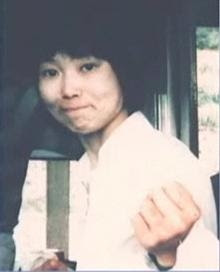
Aya Kitō

Aya Kitō (jap.: 木藤 亜也 Kitō Aya; * 19. Juli 1962 in Toyohashi, Präfektur Aichi; † 23. Mai 1988 in Tokio) war eine japanische Schriftstellerin.

## Leben
Kitō begann im Alter von 14 Jahren, Tagebuch zu führen. Nachdem bei ihr eine spinozerebelläre Ataxie diagnostiziert wurde, hielt sie darin ab ihrem 15. Lebensjahr ihre Erfahrungen mit der Krankheit und ihre Symptome fest. Kurz vor ihrem 26. Geburtstag erlag Kitō den Folgen ihrer Erkrankung.
Ihre Aufzeichnungen wurden 1986 in dem Buch 1 Litre no Namida (dt. „1 Liter Tränen“) veröffentlicht, das sich über 1,1 Mio. Mal in Japan verkaufte und in zahlreiche weitere Sprachen übersetzt wurde. Das Buch wurde außerdem 2004 verfilmt und diente als Vorlage für die gleichnamige japanische Fernsehserie aus dem Jahr 2005, in der sie von Erika Sawajiri verkörpert wurde.